# Nylands og Tavastehus län
Nylands og Tavastehus län (finsk: Uudenmaan ja Hämeen lääni, svensk: Nylands och Tavastehus län) er et historisk len i Finland. Tavastehus var lenets residensby.
Lenet blev oprettet i 1634. I 1775 blev lenets nordlige halvdel indlemmet i det nyoprettede Vasa län. I 1831 blev resten af lenet delt. Det meste kom under de nye len Nylands län og Tavastehus län. En mindre del blev dog afstået til det ligeledes nyoprettede Sankt Michels län omkring byerne Heinola og St. Michel.

## Eksterne links
- Artikel om Tavastehus len i Nordisk familjebok, bind 28, spalte 546, 1919